# Албуров, Георгий Валентинович
Гео́ргий Валенти́нович Албу́ров (род. 9 октября 1989, Уфа, Башкирская АССР, РСФСР, СССР) — российский политический и общественный деятель, блогер. Один из ведущих YouTube-канала «Популярная политика». Расследователь «Фонда борьбы с коррупцией».

## Биография
Родился 9 октября 1989 года в Уфе. В 2007 году переехал в Москву. Обучался в Высшей школе экономики. С 2008 года принимает участие в политических акциях.
Первый раз с Алексеем Навальным он встретился на мероприятии «Селигер», потом более близко с ним познакомился, когда в 2011 году Навальному предъявили иск бизнесмена Владлена Степанова. Упомянутый момент был стартом для деятельности Албурова как блогера – он вёл в «Твиттере» прямую трансляцию события.

## Работа в ФБК
С января 2012 года — работник в «Фонде борьбы с коррупцией» (ФБК) Алексея Навального. Координировал проекты «РосВыборы» и «Добрая машина правды». В июле 2012 года вошёл в оргкомитет партии «Народный альянс» (позднее — «Партия прогресса»).
С октября 2012 года — член Координационного совета оппозиции (выбран по общегражданскому списку).
Возглавлял отдел расследований ФБК, но позднее его в этой должности сменила Мария Певчих. Во то время, когда отделом руководил Албуров, в ФБК вышли в том числе фильмы-расследования «Чайка» (2015) и «Он вам не Димон» (2017).
14 апреля 2015 года Октябрьский суд города Владимира признал Албурова виновным в краже картины «Плохой хороший человек», которую он снял с забора и подарил на день рождения Навальному 4 июня 2014 года. Автором картины является дворник Сергей Сотов, она пропала с забора на Вокзальном спуске во Владимире. Сотов регулярно рисует и вешает на городских заборах свои произведения и, как утверждал он сам, никогда не был против, чтобы кто-то их забирал. Защита обвиняемого настаивала на том, что картина была бесхозной. Албуров был приговорён к 240 часам обязательных работ по ч. 2 ст. 158 УК РФ («кража»). Летом наказание было снято в связи с амнистией.
В сентябре 2020 года Албуров сопровождал Навального в поездке в Омск, отравление Алексея Навального много раз в печати и интернете им освещалось, было обнародовано много призывов о возбуждении уголовного дела.
В 2020 году участвовал в создании фильма-расследования «Дворец для Путина. История самой большой взятки». В январе 2021 года совместно с Марией Певчих и Навальным получил журналистскую премию «Редколлегия» за этот фильм.
В январе 2021 года был арестован на 10 суток за призыв к участию в массовых протестах 23 января в поддержку Алексея Навального. В феврале 2021 года Симоновский районный суд Москвы по иску Московского метрополитена взыскал с Любови Соболь и Георгия Албурова 311 тыс. рублей в качестве компенсации оплаты работы сотрудников метро 3 августа.
В мае 2021 года сообщалось, что несколько представителей ФБК переехали в Грузию, в том числе Георгий Албуров, Руслан Шаведдинов и несколько технических сотрудников, там же планировалось делать студию, весь «Навальный LIVE» в Тбилиси или окрестностях, для чего туда переправляли технику из московской студии «Навальный LIVE». Леонид Волков в разговоре с РБК опроверг информацию о перевозке студии «Навальный LIVE» в Грузию: «Я могу повторить, что это fake news».
В начале 2022 года Албуров и Певчих вновь вернулись к теме «дворца Путина», выступив в качестве ведущих видеосюжета «Золотое безумие. Реальные фотографии дворца Путина», размещённого 20 января на YouTube-канале Алексея Навального и набравшего за сутки более 2,5 млн просмотров.
25 января 2022 года внесён Росфинмониторингом в реестр террористов и экстремистов.
5 мая 2023 года внесён Министерством юстиций России в реестр иностранных агентов.